# 無人能比 (艾莉西亚·凯斯歌曲)
無人能比（英語：No One）是艾莉西亚·凯斯第三张录音室专辑《平凡如我》的首支单曲，于2007年9月发行，这也是艾莉西亚最成功的单曲。在多个榜单上取得了冠军的成绩，包括连续五周在告示牌百强单曲榜夺冠以及连续十周在告示牌 hot R&B/HIP-HOP Songs荣登第一。《無人能比》也是艾莉西亚继《深陷情网》之后第二首个人独唱的冠军单曲。
《無人能比》是告示牌各个年代的总榜中排名42，而在R&B/HIP-HOP总榜上排名14位。而且告示牌评选的十年榜单中，《無人能比》名列第六。
《無人能比》为艾莉西亚赢了第50届格莱美奖最佳R&B女声演绎以及最佳R&B歌曲，在第50届格莱美奖上艾莉西亚和约翰·迈尔共同演绎了这首歌曲。
《無人能比》在电台取得了骄人的战绩，早08年一年就有30亿听众通过电台听了这首歌，这也是当年全美最高的成绩。下载方面a这首歌也异常出色，美国被下载了300万，全球也被下载了560万次。

## 创作感受
在谈到这首歌时，艾莉西亚在接受加拿大MTV采访时说：“《無人能比》是在讲述深陷情网的感受，当你处于热恋之中，身边有很多事情会让你分心，而身边的人也会告诉你这些那些，但是不管别人怎么说，没人能够理解那场深陷情网的感受。”

## 热单首秀
《無人能比》首次被听到是07年8月艾莉西亚在自己的官网和歌迷会发布了这首歌的片段，而正式发行是在07年9月10日，而亚特兰大的WVEE在8月29日首次播放了这首歌曲，这也是《無人能比》在电台的首秀。
艾莉西亚在07年VMA首次进行了现场表演了《無人能比》，这首歌的混音版本，艾莉西亚和莉莉· 金、戴米安·马利, Junior Reid, Beenie Man, Barbee, and Kanye West进行了合作，但是官方版和原版则是大同小异，其中和说唱歌手卡西迪进行了合作，这首歌是由艾莉西亚现在的丈夫swiss beatz制作。

## 璀璨成绩
仅仅依靠发行一天的成绩，《無人能比》就冲进了告示牌 hot R&B/HIP-HOP Songs的前一百，排名65。七周之后，《無人能比》成功登上冠军宝座，连续十周的冠军，这也是艾莉西亚第五首hot R&B/HIP-HOP Songs冠军歌曲，十周之后《無人能比》的被艾莉西亚的另一首歌"Like You'll Never See Me Again"挤下了冠军。
在告示牌百强单曲榜中，未进榜之前，在Bubbling Under Hot 100 Singles就来到15位，第二周在没有任何下载的帮助下，《無人能比》来到告示牌百强单曲榜的第71.，接下来一周，开通下载后，排名上升到15，并在12月1日终于登上了冠军，连续五周夺冠，也阻止了提姆巴兰与一体共和的《道歉》夺冠。
在07年十月22到25日的这一周，《無人能比》在电台获得了14.3%的支持，也让听众留下深刻印象，最终帮助这首歌最终夺冠。
《無人能比》也是艾莉西亚继《深陷情网》之后第二首个人独唱的冠军单曲，也是艾莉西亚第三首冠军单曲。《無人能比》也在告示牌其他11个榜单取得了冠军的荣耀。《無人能比》在08年的单曲年榜上位列第三，而且十年榜上位列第六。
《無人能比》在欧洲也取得了璀璨的成绩，在英国，成为艾莉西亚在榜最长的歌曲。而这首歌也被娱乐周刊评为07年十佳歌曲的第三位。

## 深情MV
《無人能比》的MV由贾斯廷·弗朗西斯导演，于9月24日在BET首播，此后，还在雅虎音乐，MTV的TRL以及VH1等播出。
《無人能比》的MV由四个场景构成，第一个是艾莉西亚躺在一个空房间的椅子上；第二个场景是，艾莉西亚在录音室一边弹奏一边演唱；第三个场景是，艾莉西亚在下着雨的街道上孤单的弹着钢琴，并随后发现自己被很多人包围着；第四个场景是，艾莉西亚在一家夜店里。MV以转动的齿轮将四个画面呈现，最后艾莉西亚还是躺在空房间的椅子上，和MV开头一样。
《無人能比》出现在凯瑟琳黑格尔主演的浪漫爱情喜剧27套礼服的预告片中，还有丑女贝蒂中，在美国偶像以及英国达人等选秀节目中。